# Thysanotus sabulosus
Thysanotus sabulosus är en sparrisväxtart som beskrevs av Norman Henry Brittan. Thysanotus sabulosus ingår i släktet Thysanotus och familjen sparrisväxter. Inga underarter finns listade i Catalogue of Life.